# Edwin H. Colpitts
Edwin Henry Colpitts (Point de Bute, 19 de Janeiro de 1872 — Orange, 6 de Março de 1949) foi um engenheiro estadunidense.
Pioneiro das comunicações, é conhecido pela invenção do oscilador Colpitts.

## Biografia
Nascido em Point de Bute, Nova Brunswick, Canadá, iniciou a sua licenciatura na Universidade de Mount Allison. Mais tarde foi professor em Newfoundland. Em 1895 entrou para a Universidade de Harvard onde estudou física e matemáticas. Recebeu o Mestrado dessa instituição em 1897. Permaneceu em Harvard por mais dois anos, período durante o qual tirou cursos avançados e foi assistente de laboratório de John Trowbridge, director do laboratório de Física Jefferson.
Colpitts morreu em sua casa em 1949, em Orange, Estados Unidos, e seu corpo foi enterrado em Point de Bute, Nova Brunswick, Canadá.